# 16. økumeniske koncil
Det 16. økumeniske koncil eller Konsilet i Konstanz blev holdt i byen Konstanz.
Ved koncilet i Konstanz (1414-1418) forsøgte man at bilægge det store skisma indenfor de vestlige kirker. Ved koncilet blev Jan Hus anklaget for kætteri og dømt til døden ved brænding på bål.
| Kristendom | Spire Denne artikel om kristendom er en spire som bør udbygges. Du er velkommen til at hjælpe Wikipedia ved at udvide den. |

47°39′48″N 9°10′37″Ø / 47.663333333333°N 9.1769444444444°Ø